# فاکس استودیوز استرالیا
فاکس استودیوز استرالیا (انگلیسی: Fox Studios Australia) استودیو فیلم سازی در سیدنی که استودیو فاکس قرن ۲۱ آن را سال ۱۹۹۸ تأسیس کرد.

## فیلم شناسی
این استودیو درگیر ساخت در تعدادی از فیلم‌ها و برنامه‌های تلویزیونی است از جمله:
- شهر تاریک (فیلم ۱۹۹۸) – ۱۹۹۶–۱۹۹۷
- ماتریکس – ۱۹۹۸
- مأموریت غیرممکن ۲ – ۱۹۹۹
- دود مقدس! – ۱۹۹۹
- مولن روژ! – ۱۹۹۹–۲۰۰۰
- جنگ ستارگان اپیزود دوم: حمله کلون‌ها – ۲۰۰۰–۲۰۰۲
- جک کانگورو – ۲۰۰۱
- آمریکایی آرام (فیلم ۲۰۰۲) – ۲۰۰۱
- ماتریکس: بارگذاری مجدد – ۲۰۰۱–۲۰۰۲
- انقلاب‌های ماتریکس – ۲۰۰۱–۲۰۰۲
- شبی که روز نامیدیمش (فیلم) – ۲۰۰۲
- جنگ ستارگان اپیزود سوم: انتقام سیت – ۲۰۰۳–۲۰۰۵
- نهان (فیلم) – ۲۰۰۴
- بازگشت سوپرمن (فیلم) – ۲۰۰۵
- استرالیا (فیلم ۲۰۰۸) – ۲۰۰۸
- خاستگاه مردان ایکس: ولورین – ۲۰۰۹
- خوش قدم ۲ – ۲۰۱۱
- گتسبی بزرگ (فیلم ۲۰۱۳) – ۲۰۱۳
- ولورین (فیلم ۲۰۱۳) – ۲۰۱۳
- خدایان مصر (فیلم) - ۲۰۱۴
- مکس دیوانه: جاده خشم - ۲۰۱۵
- ستیغ هک‌سا - ۲۰۱۶
- بیگانه: پیمان - ۲۰۱۶